# 금산 탑선리 삼층석탑
금산 탑선리 석탑(錦山 塔仙里 三層石塔)은 대한민국 충청남도 금산군 금산읍 중도리에 있는 석탑이다. 1993년 11월 12일 충청남도의 문화재자료 제326호로 지정되었다.

## 개요
탑선 마을에 자리하고 있는 3층 석탑으로, 1층 기단(基壇) 위에 3층의 탑신(塔身)을 올려 놓은 모습이다.
기단은 직육면체의 돌을 2단으로 짜 놓은 후 그 위로 판돌을 얹어 마무리하였고, 탑신은 각 층의 몸돌과 지붕돌을 각각 다른 돌로 새겨 차례대로 올려 놓았다. 탑신의 각 층 몸돌에는 모서리마다 기둥 모양을 새겨 놓았는데, 현재 1층 몸돌은 세로로 기둥 조각의 폭만큼 잘려진 채 옆으로 뉘여 있다. 지붕돌은 네 귀퉁이가 위로 가볍게 들려 있으며, 밑면에는 3단씩의 받침을 두었다.
남아있는 탑의 모습으로 보아 고려시대에 세운 것으로 추측되며, 기단과 탑신을 이루는 돌의 재질이 서로 달라 원래는 각기 다른 탑의 일부분이었을 것으로 보인다.

## 참고 자료
- 탑선리석탑 - 국가유산청 국가유산포털